# Метастронгилоза
Метастронгилоза је једно од најчешћих паразитских обољења од кога обољевају дивље и домаће свиње. Ово обољење изазивају разне врсте из рода Metastrongylus. Свиња се зарази паразитом када прогута заражену кишну глисту. Паразити живе у плућима свиње.